# ماريو برنيولا
ماريو برنيولا (بالإيطالية:  Mario Perniola)‏ (مواليد 20 أيار 1941 في آستي - 9 يناير 2018)، فيلسوف إيطالي، أستاذ الفلسفة الجمالية في جامعة روما تور فيرغاتا (روما 2).

## حياته
تتلمذ مع عدد من الشبان الباحثين مثل جاني فاتيمو، امبيرتو ايكو وسرجيو جيفونه، على يد الفيلسوف لويجي بارايسن (Luigi Pareyson) في جامعة تورينو. درّس الفلسفة الجمالية في جامعة ساليرنو من عام 1976 وحتى 1983، ومن ثم في جامعة روما تور فيرغاتا حيث يمارس مهنته حالياً كأستاذ في الفلسفة. وقد تمت دعوته لعدة جامعات أجنبية في فرنسا والدنيمارك والبرازيل وكندا واليابان والولايات المتحدة وأستراليا. أعماله مترجمة لعدة لغات.

## فكره
يتناول فكره أربعة اتجاهات من البحث تشمل خبرات فلسفية وجمالية أساسية كبديل للفكر الغربي. ويلّخص فكره كالتالي: أولاً الانتباه للجسد كوسيلة يصل الشعور عبرها لحالات مفرطة ومتطرفة كالممارسات الجنسية المنحرفة؛ ثانياً يعالج البعد الطقسي الخالي من الأسطورة بمعناه الاستراتيجي بالعودة للتقاليد الرومانية القديمة والكاثوليكية؛ ثالثاً يتطرّق لتعميق فكرة الاختلاف بغية تجاوز جدلية المتناقضات وارساء مفهوم اللغز القادر على ايقاف فكرة التوفيق (بالعودة لفكر فريدريك نيتشه، مارتن هايدغر، كلوسوفسكي وباتاي)؛ وأخيراً الانتباه للأوضاع التاريخية والاجتماعية والانثربولوجية التي تتشكل ضمنها الخبرات الجمالية. يشكل اقترابه من «دراسة الثقافات» Cultural Studies ونقضه لمجتمع الاتصالات نقطين أساسيتين للبعد الأخير من بحثهوالذي يتجلى بصورة خاصة بنشر أغالما، مجلة الدراسات الثقافية والجمالية (Agalma. Rivista di studi culturali e di estetica)

### ضد الاتصالات
يقدم كتابه ضد الاتصالات Contro la comunicazione نقضاً لمجتمع الاتصالات المعاصر حيث تغلب الاتصالات الاحادية الجانب (من الواحد نحو الجماعة) لوسائل الاعلام (كالتلفاز والراديو والجرائد). لا يهدف العمل نقد العلاقات الإنسانية بالعموم، بل وسائل الاتصالات العامة والمجتمع الذي أحدثها. يقدم فكر برنيولا مخرجاً لهذه الأزمة عبر فلسفة الجمال.

## النظرية الجمالية
'يشمل فكر برنيولا تاريخ علم الجمال والنظرية الجمالية. نشر في عام 1990 كتابه ألغاز، اللحظة المصرية في المجتمع والفن Enigmi. Il momento egizio nella società e nell'arte. حيث يعالج أنماط العلاقات التي تربط الإنسان بالأشياء. يتضح بان مجتمعنا يعيش لحظة مصرية تتكرر عبر العصور، وتكتسب الإنسانية كمنتج تقني خصائص عضوية فتنظر لذاتها باستمرار كشيء. يشرح برنيولا ستة اتجاهات للنظرية الجمالية المعاصرة: جمالية الحياة والشكل والمعرفة والعمل والشعور والثقافة. يشدد الكاتب على الهوية الثقافية للكاثوليكية بدلاً من بعدها الأخلاقي والعقائدي، وهكذا فانه يقترح «كاثوليكية لا أرثوذكسية» و«إيمان بدون عقيدة» وذلك بغية تغيير وجه الكاثوليكية من دين عقائدي إلى شعور ثقافي كوني. كما يتناول برنيولا في أعماله النظريات الجمالية الرئيسية في إيطاليا منذ عام 1960، ويسلّط الضوء على العلاقة بين السمات التاريخية والسياسية والأنثروبولوجية المتجذرة في المجتمع الإيطالي والخطاب النقدي الذي نشأ حولها. وعلاوة على ذلك فانه ينوه لضرورة الاستمرار في منح مكانة متميزة للمعرفة والثقافة في مجتمعاتنا، وتحدي غطرسة المنشآت ووقاحة الناشرين وابتذال وسائل الإعلام.

## ترجمات للعربية
ماريو برنيولا، الحس الكاثوليكي. البعد الثقافي في الدين الجامع، ترجمة وسيم سلمان، دار المشرق، بيروت 2013.

## مختارات من أعماله بالإيطالية
Estetica italiana contemporanea, Milano, Bompiani, 2017, ISBN 978-88-452-8404-5.
Contro la comunicazione, Torino, Einaudi, 2004, ISBN 88-06-16820-7.
L'arte e la sua ombra, Torino, Einaudi, 2000, 2004, ISBN 88-06-14737-4.
Il sex appeal dell'inorganico, Torino, Einaudi, 1994, 2004, ISBN 88-06-16996-3.
Del sentire, Torino, Einaudi 1991, 2002, ISBN 88-06-16254-3.
La società dei simulacri, Bologna, Cappelli, 1980.
Transiti. Come si va dallo stesso allo stesso, Bologna, Cappelli, 1985, 1989. Transiti. Filosofia e perversione, New edition, Roma, Castelvecchi, 1998, ISBN 88-8210-113-4.
Enigmi. Il momento egizio nella società e nell'arte, Genova, Costa & Nolan, 1990, ISBN 88-7648-109-5.
Disgusti. Nuove tendenze estetiche, Milano, Costa & Nolan, 1999, ISBN 88-7648-321-7.
Bataille e il negativo, Milano, Feltrinelli, 1977. Philosophia sexualis. Scritti su Georges Bataille, Verona, Ombre Corte, 1998, ISBN 88-87009-08-2.
Dopo Heidegger. Filosofia e organizzazione della cultura, Milano, Feltrinelli, 1982.
L'estetica del Novecento, Bologna, Il Mulino, 1997, ISBN 88-15-06028-6.
Le ultime correnti dell'estetica in Italia, in “Storia della letteratura italiana. Il Novecento. Scenari di fine secolo”, Milano, Garzanti, 2001.
Del sentire cattolico. La forma culturale di una religione universale, Bologna, Il Mulino, 2001, ISBN 88-15-08205-0.
Più che sacro, più che profano, Milano, Mimesis, 1992, ISBN 88-85889-34-4.
L'alienazione artistica, Milano, Mursia, 1971.
I situazionisti, Roma, Castelvecchi, 1998, 2005, ISBN 88-7615-068-4.

Presa diretta. Estetica e politica, Venezia, Cluva, 1986, ISBN 88-85067-25-5.
Il metaromanzo, Milano, Silva, 1966